# Совет департамента Эр
Совет департамента Эр (до марта 2015 года — Генеральный совет департамента Эр) — верховный орган управления департамента Эр. После реформы 2015 года избирается на 6 лет и состоит из 46 советников, избираемых по мажоритарной системе в 23 кантонах (от каждого кантона по два советника, обязательно один мужчина и одна женщина).

## Состав Совета департамента (2021—2028)

Результаты выборов в Совет департамента Эр в 2021 г.

|                        | Партия                        | Кол-во мест            | +/- (к 2015 г.)        |
| Большинство (39 мест): | Большинство (39 мест):        | Большинство (39 мест): | Большинство (39 мест): |
| ---------------------- | ----------------------------- | ---------------------- | ---------------------- |
|                        | Разные правые                 | 19                     | +16                    |
|                        | Республиканцы                 | 9                      | -8                     |
|                        | Разные центристы              | 3                      | +3                     |
|                        | Вперёд, Республика!           | 3                      | +3                     |
|                        | Союз демократов и независимых | 1                      | -5                     |
|                        | Демократическое движение      | 1                      | +1                     |
|                        | Прочие                        | 1                      | +1                     |
| Оппозиция: (7 мест)    |                               |                        |                        |
|                        | Социалистическая партия       | 3                      | −3                     |
|                        | Разные левые                  | 3                      | -3                     |
|                        | Коммунистическая партия       | 1                      | -2                     |

## Исполнительный комитет Совета департамента
- Президент — Себастьян Лекорню (Вперёд, Республика!, кантон Вернон)
- 1-й вице-президент (общик вопросы управления, финансы, социальный диалог, спорт) — Паскаль Леонгр  (Республиканцы, кантон Паси-сюр-Эр)
- 2-й вице-президент (палнирование территорий, цифровые технологии, поддержка местного самоуправления) — Фредерик Дюше (Республиканцы, кантон Лез-Андели)
- 3-й вице-президент (здравоохранение, проблемы пожилого населения и инвалидов) — Анн Терлес (Демократическое движение, кантон Лувье)
- 4-й вице-президент (содействие занятости, интеграция) — Стефани Оже (Республиканцы, кантон Эврё-1)
- 5-й вице-президент (культура, наследие, архивы, международные отношения) — Александр Рассаэр (Республиканцы, кантон Жизор)
- 6-й вице-президент (бюджетирование, сельское хозяйство и развитие сельских территорий) — Жан-Поль Лежандр (Разные правые, кантон Ле-Нёбур)
- 7-й вице-президент (сохранение природных ресурсов и биоразнообразие) — Мирьям Дютей (Разные центристы, кантон Брионн)
- 8-й вице-президент (энергопереход, предотвращение природных и технологических рисков) — Жерар Шерон (Республиканцы, кантон Бретёй)
- 9-й вице-президент (образование, колледжи, молодежь) — Флоранс Готье (Прочие, кантон Понт-Одеме)
- 10-й вице-президент (транспортная инфраструктура) — Тьерри Плувье (Разные правые, кантон Ромийи-сюр-Андель)
- 11-й вице-президент (развитие городов, строительство жилья) — Диана Лезеньё (Республиканцы, кантон Эврё-3)
- 12-й вице-президент (безопасность и предупреждение преступности) — Ксавье Юбер (Разные правые, кантон Эврё-3)
- 13-й вице-президент (семья, защита интересов детей и женщин) — Мартин Сен-Лоран (Разные правые, кантон Ле-Нёбур)

## Члены Совета департамента Эр (2021—2028)
| Кантон             |  | Советник              | Партия                        |
| ------------------ |  | --------------------- | ----------------------------- |
| Берне              |  | Мари-Лин Ванье        | Разные правые                 |
| Берне              |  | Николя Гравель        | Разные правые                 |
| Бёзвиль            |  | Мишлин Пари           | Разные правые                 |
| Бёзвиль            |  | Тома Элексозер        | Разные правые                 |
| Бретёй             |  | Жослин де Томази      | Союз демократов и независимых |
| Бретёй             |  | Жерар Шерон           | Республиканцы                 |
| Брионн             |  | Мирьям Дютей          | Разные центристы              |
| Брионн             |  | Жан-Пьер Ле Ру        | Вперёд, Республика!           |
| Бурк-Ашар          |  | Сильвен Бонанфан      | Разные центристы              |
| Бурк-Ашар          |  | Мари Тамарель-Вераэг  | Вперёд, Республика!           |
| Валь-де-Рёй        |  | Марк-Антуан Жаме      | Социалистическая партия       |
| Валь-де-Рёй        |  | Яник Леже             | Социалистическая партия       |
| Вернёй-сюр-Авр     |  | Колетт Бонар          | Разные правые                 |
| Вернёй-сюр-Авр     |  | Мишель Франсуа        | Республиканцы                 |
| Вернон             |  | Катрин Делаланд       | Разные правые                 |
| Вернон             |  | Себастьян Лекорню     | Вперёд, Республика!           |
| Гайон              |  | Лилиан Буржуа         | Разные правые                 |
| Гайон              |  | Кристоф Шамбон        | Разные центристы              |
| Гран-Буртрульд     |  | Натали Беттон         | Разные левые                  |
| Гран-Буртрульд     |  | Мишель Оно-ди-Бьо     | Социалистическая партия       |
| Жизор              |  | Анжела Делаплас       | Разные правые                 |
| Жизор              |  | Александр Рассаэр     | Республиканцы                 |
| Конш-ан-Уш         |  | Клер Лекампань-Кроше  | Разные правые                 |
| Конш-ан-Уш         |  | Марсель Сапович       | Разные правые                 |
| Лез-Андели         |  | Фредерик Дюше         | Разные правые                 |
| Лез-Андели         |  | Шанталь Ле Галь       | Разные правые                 |
| Ле-Нёбур           |  | Жан-Поль Лежандр      | Разные правые                 |
| Ле-Нёбур           |  | Мартин Сен-Лоран      | Разные правые                 |
| Лувье              |  | Даниэль Жюбер         | Республиканцы                 |
| Лувье              |  | Анн Терлес            | Демократическое движение      |
| Паси-сюр-Эр        |  | Сесиль Карон          | Разные правые                 |
| Паси-сюр-Эр        |  | Паскаль Леонгр        | Республиканцы                 |
| Пон-де-л'Арш       |  | Марианник Деше        | Разные левые                  |
| Пон-де-л'Арш       |  | Арно Левитр           | Коммунистическая партия       |
| Понт-Одеме         |  | Флоранс Готье         | Прочие                        |
| Понт-Одеме         |  | Франсис Курель        | Разные левые                  |
| Ромийи-сюр-Андель  |  | Франсуаза Кольмар     | Разные правые                 |
| Ромийи-сюр-Андель  |  | Тьерри Плувье         | Разные правые                 |
| Сент-Андре-де-л'Эр |  | Сильвен Бореггио      | Республиканцы                 |
| Сент-Андре-де-л'Эр |  | Жюли Деспла           | Разные правые                 |
| Эврё-1             |  | Стефани Оже           | Республиканцы                 |
| Эврё-1             |  | Мануэль Ордонес       | Разные правые                 |
| Эврё-2             |  | Карен Бовийяр         | Республиканцы                 |
| Эврё-2             |  | Николя Гавар-Гонгаллю | Разные правые                 |
| Эврё-3             |  | Диана Лезеньё         | Республиканцы                 |
| Эврё-3             |  | Ксавье Юбер           | Разные правые                 |

## Состав Совета департамента (2015—2021)
|                        | Партия                        | Кол-во мест            | +/- (к 2011 г.)        |
| Большинство (30 мест): | Большинство (30 мест):        | Большинство (30 мест): | Большинство (30 мест): |
| ---------------------- | ----------------------------- | ---------------------- | ---------------------- |
|                        | Республиканцы                 | 17                     | +5                     |
|                        | Союз демократов и независимых | 6                      | +2                     |
|                        | Разные правые                 | 7                      | +4                     |
| Оппозиция: (16 мест)   |                               |                        |                        |
|                        | Социалистическая партия       | 6                      | −9                     |
|                        | Разные левые                  | 6                      | +3                     |
|                        | Коммунистическая партия       | 3                      | -1                     |
|                        | Зеленые                       | 1                      | +1                     |

Результаты выборов в Совет департамента Эр в 2015 г.

Исполнительный комитет Совета департамента (2015—2021)
- Президент — Паскаль Леонгр (Республиканцы, кантон Паси-сюр-Эр)
- 1-й вице-президент (финансы, бюджетирование, поддержка бизнеса, баланс территорий) — Жан-Поль Лежандр (Республиканцы, кантон Ле-Нёбур)
- 2-й вице-президент (туризм, поддержка местного самоуправления) — Фредерик Дюше (Республиканцы, кантон Лез-Андели)
- 3-й вице-президент (экономическое развитие, содействие занятости, благоустройство территорий) — Стефани Оже (Республиканцы, кантон Эврё-1)
- 4-й вице-президент (объекты инфраструктуры, транспорт) — Жан-Юг Бонами (Союз демократов и независимых, кантон Берне)
- 5-й вице-президент (профилактика правонарушений среди несовершеннолетних, равные возможности) — Хафида Уада (Союз демократов и независимых, кантон Лувье)
- 6-й вице-президент (сельское хозяйство, развитие сельских территорий, охрана окружающей среды) — Мари-Кристин Жуан-Ламбер (Республиканцы, кантон Брионн)
- 7-й вице-президент (вопросы образования) — Бенуа Гатине (Союз демократов и независимых, кантон Бур-Ашар)
- 8-й вице-президент (развитие городов, строительство жилья) — Диана Лезеньё (Республиканцы, кантон Эврё-3)
- 9-й вице-президент (вопросы молодежи, спорта, культуры, международные отношения) — Александр Рассаэр (Республиканцы, кантон Жизор)
- 10-й вице-президент (здравоохранение, проблемы пожилого населения, вопросы автономии) — Перрин Форзи (Союз демократов и независимых, кантон Жизор)
- 11-й вице-президент (сохранение природных ресурсов и экономия энергии)— Жерар Шерон (Республиканцы, кантон Бретёй)
- 12-й вице-президент (историческое наследие, архивы) — Мартин Сен-Лоран (Разные правые, кантон Ле-Нёбур)

| Кантон               |  | Советник                 | Партия                        |
| -------------------- |  | ------------------------ | ----------------------------- |
| Берне                |  | Жан-Юг Бонами            | Союз демократов и независимых |
| Берне                |  | Валери Бранло            | Разные правые                 |
| Бёзвиль              |  | Мишлин Пари              | Разные левые                  |
| Бёзвиль              |  | Жан-Пьер Фламбар         | Социалистическая партия       |
| Бретёй               |  | Жослин де Томази         | Разные правые                 |
| Бретёй               |  | Жерар Шерон              | Республиканцы                 |
| Брионн               |  | Мари-Кристин Жуэн-Ламбер | Республиканцы                 |
| Брионн               |  | Жан-Пьер Ле Ру           | Союз демократов и независимых |
| Буртерульд-Энфревиль |  | Брюно Кетель             | Разные левые                  |
| Буртерульд-Энфревиль |  | Габи Лефевр              | Разные левые                  |
| Бур-Ашар             |  | Бенуа Гатине             | Союз демократов и независимых |
| Бур-Ашар             |  | Мари Тамарель-Вераэг     | Республиканцы                 |
| Валь-де-Рёй          |  | Жан-Жак Кокле            | Социалистическая партия       |
| Валь-де-Рёй          |  | Яник Леже                | Социалистическая партия       |
| Вернёй-сюр-Авр       |  | Колетт Бонар             | Разные правые                 |
| Вернёй-сюр-Авр       |  | Мишель Франсуа           | Республиканцы                 |
| Вернон               |  | Катрин Делаланд          | Республиканцы                 |
| Вернон               |  | Себастьян Лекорню        | Республиканцы                 |
| Гайон                |  | Катрин Мёльян            | Социалистическая партия       |
| Гайон                |  | Жан-Реми Эрмон           | Разные левые                  |
| Жизор                |  | Александр Рассаэр        | Республиканцы                 |
| Жизор                |  | Перрин Форзи             | Союз демократов и независимых |
| Конш-ан-Уш           |  | Лоранс Клере             | Разные левые                  |
| Конш-ан-Уш           |  | Альфред Рекур            | Социалистическая партия       |
| Лез-Андели           |  | Фредерик Дюше            | Республиканцы                 |
| Лез-Андели           |  | Шанталь Ле Галь          | Разные правые                 |
| Ле-Нёбур             |  | Жан-Поль Лежандр         | Республиканцы                 |
| Ле-Нёбур             |  | Мартин Сен-Лоран         | Разные правые                 |
| Лувье                |  | Даниэль Жюбер            | Республиканцы                 |
| Лувье                |  | Хафида Уада              | Союз демократов и независимых |
| Паси-сюр-Эр          |  | Сесиль Карон             | Республиканцы                 |
| Паси-сюр-Эр          |  | Паскаль Леонгр           | Республиканцы                 |
| Пон-де-л'Арш         |  | Марианник Деше           | Европа Экология Зелёные       |
| Пон-де-л'Арш         |  | Гаэтан Левитр            | Коммунистическая партия       |
| Понт-Одеме           |  | Мари-Клер Аки            | Социалистическая партия       |
| Понт-Одеме           |  | Франсис Курель           | Разные левые                  |
| Ромийи-сюр-Андель    |  | Франсуаза Кольмар        | Республиканцы                 |
| Ромийи-сюр-Андель    |  | Тьерри Плувье            | Республиканцы                 |
| Сент-Андре-де-л'Эр   |  | Серж Массон              | Коммунистическая партия       |
| Сент-Андре-де-л'Эр   |  | Андре Оже                | Коммунистическая партия       |
| Эврё-1               |  | Людовик Бурелье          | Республиканцы                 |
| Эврё-1               |  | Стефани Оже              | Республиканцы                 |
| Эврё-2               |  | Кларисса Жюен            | Разные правые                 |
| Эврё-2               |  | Оливье Лепентё           | Союз демократов и независимых |
| Эврё-3               |  | Диана Лезеньё            | Республиканцы                 |
| Эврё-3               |  | Ксавье Юбер              | Разные правые                 |

## Состав Генерального совета (2011—2015)
|                         | Партия                                           | Кол-во мест             |                         |
| Большинство (24 места): | Большинство (24 места):                          | Большинство (24 места): | Большинство (24 места): |
| ----------------------- | ------------------------------------------------ | ----------------------- | ----------------------- |
|                         | Социалистическая партия                          | 15                      |                         |
|                         | Коммунистическая партия                          | 4                       |                         |
|                         | Прочие левые                                     | 3                       |                         |
|                         | Радикальная партия левых                         | 2                       |                         |
| Оппозиция (19 мест):    |                                                  |                         |                         |
|                         | Союз за народное движение                        | 12                      |                         |
|                         | Союз демократов и независимых Радикальная партия | 4                       |                         |
|                         | Прочие правые                                    | 3                       |                         |